# 里基·赫伯特
里基·赫伯特 （1931年—），新西兰前足球运动员、教练员，生于奥克兰，曾任新西兰国家足球队主教练，因未能带队进入2014年世界杯而辞职，目前为汉密尔顿流浪者职业足球俱乐部的足球总监。

## 荣誉

### 个人
- 新西兰年度最佳青年球员: 1980
- 新西兰年度最佳教练: 2007, 2010
- 新西兰功绩勋章: 2011年新年授勋[2][3]

### 俱乐部
惠灵顿山职业足球俱乐部
- 查塔姆杯: 1980, 1982
- 新西兰足球锦标赛: 1980, 1982, 1986

悉尼奥林匹克足球俱乐部
- 澳大利亚国家足球联赛杯: 1983

### 主教练
奥克兰中央联
- 查塔姆杯: 1997, 1998
- 新西兰足球锦标赛: 1999

新西兰
- 大洋洲国家杯: 2008

## 相关链接
- 里基·赫伯特 – FIFA國際賽競賽紀錄 (存檔)
- All Whites
- Wellington Phoenix FC （页面存档备份，存于）
- Ricki Herbert Football Academy （页面存档备份，存于）